# Большой Балхан
Большо́й Балха́н (туркм. Uly Balkan dagy) — горный хребет на западе Туркменистана, близ юго-восточного побережья Каспийского моря. Сухое русло Узбой отделяет его от горного поднятия Малый Балхан и западной оконечности хребта Копетдаг.
Хребет вытянут с запада на восток на 60 км, при ширине до 20 км. Высшая точка — гора Арлан (1880 м). Большой Балхан представляет собой куэстовую гряду с крутым северным склоном и более пологим южным. Сложен главным образом известняками и песчаниками юры и мела. Склоны сильно обнажены, особенно почти отвесный северный, южный изрезан глубокими ущельями.
В ландшафте господствуют пустыни, полупустыни и горные степи с нагорными ксерофитами и арчовым редколесьем. В затенённых ущельях растут кустарники. Небольшие участки с выровненным рельефом используются под богарные посевы. Вблизи хребта имеются месторождения нефти (Небит-Даг).
В горах Большой Балхан, в 4 км к востоку от посёлка Джебел, находится пещера Джебел, в которой А. П. Окладников в 1949—1950 годах нашёл многослойный археологический памятник эпохи мезолита, неолита и начала бронзового века.